# 保羅王子 (符騰堡)
符騰堡的保羅王子（德語：Paul Heinrich Karl Friedrich August，1785年1月19日—1852年4月16日），符騰堡國王腓特烈一世的次子，威廉一世的弟弟。

## 家庭
1805年，保羅與薩克森-希爾德布格豪森的夏洛特結婚，兩人共有3子2女：
- 夏洛特公主（1807年—1873年），俄羅斯大公夫人（婚後改名為埃列娜·帕夫洛芙娜）
- 腓特烈王子（1808年—1870年），末代符騰堡國王威廉二世的父親
- 保羅·腓特烈王子（1809年—1810年），夭折
- 保琳公主（1810年—1856年），拿騷公爵夫人
- 奧古斯特王子（1813年—1885年）